# 心包虚
心包虚（しんぽうきょ）とは、漢方医学で言う脈管系全般の機能低下によりおこる症状を言う。

## 概要
漢方医学では六臓のうち心包は五行思想で言う火を司る機能を指し、六臓で言えば三焦に相当するため心包の機能の低下は（西欧医学では脈管系に相当する機能障害と思われる）胃・十二指腸の潰瘍、血圧が動揺するなどがあらわれるとされる。漢方医学では
対処としては
鍼灸においては五行や東洋医学の治療方針の関係から五行では自経が虚すれば、その母を補うとされており、この場合、火の気である心包が虚すれば木の気である母の肝を補えとされており、心包経の中衝穴、肝経の大敦穴が用いられる。